# ادریس کانو
ادریس کانو (انگلیسی: Idris Kanu؛ زادهٔ ۵ دسامبر ۱۹۹۹ بازیکن فوتبال اهل بریتانیا است.
از باشگاه‌هایی که در آن بازی کرده‌است می‌توان به باشگاه فوتبال پیتربورو یونایتد اشاره کرد.
وی همچنین در تیم ملی فوتبال سیرالئون بازی کرده‌است.